# Малинівка (Звягельський район)
Мали́нівка — село в Україні, у Звягельському районі Житомирської області. Населення становить 114 осіб.

## Історія
До 5 серпня 1960 року — Недбаївка, колонія Курненської волості Новоград-Волинського повіту Волинської губернії. Відстань від повітового міста 40 верст, від волості 12. Дворів 53, мешканців 315.
У 1923—54 роках — адміністративний центр Недбаївської сільської ради.